# Guadalupe Amor
Guadalupe Teresa Amor Schmidtlein, alias Pita Amor (Mexico-Stad, 30 mei 1918 - aldaar, 8 mei 2000) was een Mexicaans schrijver. 
Ze was een lid van de “oude Mexicaanse aristocratie” en was een actrice en model voor fotografen of schilders als Diego Rivera en Raúl Anguiano.

## Werke
- 1946 : Yo soy mi casa
- 1947 : Puerta obstinada
- 1948 : Círculo de angustia
- 1949 : Polvo
- 1953 : Décimas a Dios
- 1958 : Sirviéndole a Dios, de hoguera
- 1959 : Todos los siglos del mundo
- 1984 : Soy dueña del universo

- Biblioteca Nacional de España: XX1193231
- Bibliothèque nationale de France: cb14467325h (data)
- Gemeinsame Normdatei: 119514680
- International Standard Name Identifier: 0000 0001 1783 0586
- Library of Congress Control Number: n86042080
- Nationale Bibliotheek van Tsjechië: jn19990000162
- Nederlandse Thesaurus van Auteursnamen: 239863178
- Système universitaire de documentation: 08453012X
- Virtual International Authority File: 161796285
- WorldCat: E39PBJkD6YQPCpYjcbkVyQgVG3